# Vem (álbum de Mallu Magalhães)
Vem é o quarto álbum de estúdio da cantora e compositora brasileira Mallu Magalhães. O seu lançamento ocorreu em 9 de junho de 2017, sob o selo da Sony Music. No Brasil, a versão física entrou em pré-venda no dia 29 de maio de 2017.
Após um hiato de seis anos de sua carreira solo, sendo o seu primeiro álbum de estúdio desde de Pitanga de 2011, seu álbum de retorno recebe fortes influências da bossa nova, do samba jazz e do rock dos anos 60, alguns gêneros já explorados pela cantora anteriormente com mais leveza, tomando grandes nomes como inspiração, entre eles Jorge Ben Jor e Nara Leão. As composições são todas assinadas por Mallu e em português, com exceção de uma única faixa em inglês.
O primeiro single, "Casa Pronta", lançado de surpresa no início de agosto de 2016, foi considerado uma das melhores músicas nacionais do ano, segundo a revista Rolling Stone Brasil, ocupando a 14ª posição. Vem foi eleito o 4º melhor disco nacional de 2017 e "Você Não Presta" a 8ª melhor música pela mesma revista.

## Antecedentes
Após o lançamento de seus primeiros três álbuns e realizar turnês por diversos países, Mallu Magalhães anuncia, em maio de 2014, a união aos músicos Marcelo Camelo e Fred Ferreira para formar a Banda do Mar, que teve seu primeiro disco lançado em agosto do mesmo ano com um ótimo desempenho nas paradas e pela crítica. A banda luso-brasileira, indicada em duas categorias do Grammy Latino, permaneceu em turnê para divulgação do disco homônimo durante dois anos, encerrando a digressão na cidade de Lisboa, em 2015, onde Mallu realizou sua primeira aparição grávida.
O nascimento de Luísa, a primeira filha da cantora com Camelo, ocorreu em 28 de dezembro de 2015, fazendo com que Mallu ficasse longe dos palcos para se dedicar à maternidade. Em março de 2016, a cantora surpreende e anuncia a pequena digressão Saudade, Voz e Violão, que realizara no Brasil e em Portugal, segundo ela em suas redes sociais, pela mais simples e honesta razão: a saudade da música, do público e da família. Em vias de iniciar a turnê, a cantora divulga a bossa "Casa Pronta", que, mais tarde, seria o primeiro single de seu próximo álbum solo de inéditas após seis anos.

## Lançamento e divulgação
Pouco tempo após a finalização das gravações, Mallu Magalhães anuncia em suas redes sociais as gravações para o clipe de seu próximo single e que seu quarto álbum de inéditas seria intitulado Vem, divulgando logo em seguida as primeiras datas da turnê pelo Brasil, respectivamente, no Rio de Janeiro, Porto Alegre e São Paulo. Mais tarde, a cantora revela que sua próxima música de trabalho se chamaria "Você Não Presta" e seria lançada, simultaneamente em Portugal e no Brasil, em todas as plataformas digitais no dia 19 de maio de 2017, junto ao videoclipe, gravado no início do mês.
Em 28 de maio de 2017, a capa e o nome das faixas presentes no álbum foram divulgadas pelo jornalista e crítico musical Mauro Ferreira. No dia seguinte, a versão física do disco entrou em pré-venda virtual em algumas livrarias, tendo sua data de lançamento prevista para 9 de junho de 2017. Na véspera do lançamento, um áudio gravado por Magalhães anunciando o lançamento do disco foi publicado em uma playlist, que reúne os maiores sucessos da cantora, do serviço de streaming Spotify, contendo prévias de outras faixas presentes no álbum.
Posteriormente, um mini documentário sobre a turnê Vem 2017/2018 é anunciado e, no dia 6 de novembro de 2017, disponibilizado no canal VEVO de Mallu Magalhães. O curta, com aproximadamente 20 minutos de duração, foi produzido pela NOIZE e conta com imagens dos bastidores da digressão pelo Brasil (algumas já apresentadas no clipe de "Vai e Vem"), além de depoimentos e dos poemas inéditos "Poema de aeroporto" e "Sobre o final das coisas", escritos pela própria cantora.

## Singles
"A arte é um território muito aberto e passível de diferentes interpretações e, por mais que tentemos expressar com precisão uma ideia, acontece de alguns significados, às vezes, fugirem do nosso controle. Sei que o racismo ainda é, infelizmente, um problema estrutural e muito presente. Eu também o vejo, o rejeito e o combato. Li cada uma das críticas, dos posts e comentários, e o debate me fez refletir muito sobre o tema. Entendo as interpretações que derivaram do clipe, mas gostaria de deixar claras minhas reais intenções."

— Magalhães sobre a acusação de racismo do clipe de "Você Não Presta".
"Casa Pronta" foi lançada de surpresa em 1º de agosto de 2016 na página oficial da cantora no Facebook como o primeiro single de seu próximo disco. Inicialmente, a canção serviria de aquecimento para a Saudade, Voz e Violão Tour, pequena digressão por algumas cidades do Brasil e de Portugal depois de um tempo longe dos palcos, mas foi confirmada posteriormente que estaria no disco em produção. No dia 12 de agosto de 2016, o videoclipe — que contém diversas cenas da rotina da cantora, entre elas, durante a turnê realizada com a Banda do Mar, gravadas por Marcelo Camelo — foi lançado no canal VEVO de Mallu. Mais tarde, uma versão gravada em estúdio, diferente do material do clipe, foi disponibilizada para download digital e streaming. A faixa foi eleita uma das melhores músicas nacionais do ano, pela revista Rolling Stone Brasil, na 14ª posição. "Casa Pronta" recebeu sua terceira versão, presente no Vem, desta vez, com a presença de instrumentos de cordas além do violão.
Dois meses após a finalização das gravações, que ocorreram em Lisboa entre Outubro de 2016 e Março de 2017, do anúncio do nome, mês de lançamento e das primeiras datas da turnê do disco, Mallu atualizou seu Instagram com o nome do próximo single, intitulado "Você Não Presta", lançado em 19 de maio de 2017. O videoclipe, gravado no MARL sob a direção de Bruno Ferreira, apesar de elogiado por alguns pela diversidade contida nele, foi acusado de racismo devido a falta de interação da cantora com os bailarinos negros, que dançam besuntados de óleo em cenários tidos como da periferia. A cantora se pronunciou em uma nota publicada em seu Facebook, desculpando-se e esclarecendo o ocorrido. "Você Não Presta" foi considerada a 8ª melhor música nacional do ano, segunda a Rolling Stone Brasil.
Em seguida, novos singles promocionais são divulgados. Em 26 de maio de 2017, a sétima faixa do Vem, "Navegador", é disponibilizada em todas as plataformas digitais em menos de uma semana desde o lançamento de "Você Não Presta". Logo após, em 2 de junho de 2017, a cantora divulga "Será Que Um Dia", marcando a terceira sexta-feira consecutiva com novas músicas do álbum.
No início de outubro, após uma semana divulgando imagens e trechos do novo vídeo, Mallu Magalhães anuncia "Vai e Vem", faixa-título do disco, como o próximo single. O clipe, dirigido por Rafael Rocha e lançado no dia 5 de outubro de 2017, conta com imagens dos bastidores da turnê de Vem e da vida pessoal da cantora, além de deixar escapar sons originais como risadas e falas do cotidiano entre a banda. A ideia inicial era lançar um documentário sobre a digressão, mas, segundo Mallu, as imagens gravadas pediam um videoclipe por apresentarem um resultado bonito. Posteriormente, em dezembro do mesmo ano, Magalhães anunciou em suas redes sociais que o clipe de seu mais novo single já estava em produção. As gravações de "Navegador" ocorreram no centro da cidade de São Paulo e contaram com a participação da atriz e apresentadora Maria Ribeiro.

## Lista de faixas
| N.º            | Título            | Compositor(es)  | Duração |  |
| 1.             | "Você Não Presta" | Mallu Magalhães | 3:57    |  |
| 2.             | "Culpa do Amor"   | Mallu Magalhães | 3:22    |  |
| 3.             | "Casa Pronta"     | Mallu Magalhães | 3:19    |  |
| 4.             | "Vai e Vem"       | Mallu Magalhães | 3:36    |  |
| 5.             | "Será Que Um Dia" | Mallu Magalhães | 2:45    |  |
| 6.             | "Pelo Telefone"   | Mallu Magalhães | 2:52    |  |
| 7.             | "Navegador"       | Mallu Magalhães | 3:31    |  |
| 8.             | "Guanabara"       | Mallu Magalhães | 3:08    |  |
| 9.             | "São Paulo"       | Mallu Magalhães | 2:33    |  |
| 10.            | "Gigi"            | Mallu Magalhães | 2:59    |  |
| 11.            | "Love You"        | Mallu Magalhães | 3:06    |  |
| 12.            | "Linha Verde"     | Mallu Magalhães | 2:43    |  |
| Duração total: | Duração total:    | Duração total:  | 35:11   |  |

## Créditos
De acordo com o encarte do disco, todo o processo de elaboração de Vem atribui os seguintes créditos:
Gestão
- R.R. Agência de Música Ltda.: gravadora, editora, proprietária de direitos autorais/direitos autorais fonográficos
- Sony Music Entertainment (Brasil) Ltda.: distribuição nacional/internacional, licenciamento
- Sony DADC: impressão
- Publicado pelas empresas R.R. Agência de Música Ltda. e Sony/ATV Tree Publishing

Locais de gravação
| - Estúdio da Estrela (Lisboa, Portugal) - Estúdio El Rocha (São Paulo, Brasil) - Estúdio Companhia dos Técnicos (Rio de Janeiro, Brasil) | - Studio Marini (Rio de Janeiro, Brasil) - Estúdio Saudade da Marcela (Rio de Janeiro, Brasil) - Studio Copan (São Paulo, Brasil) |

Visuais e imagem
| - Mallu Magalhães: direção criativa - Marcus Preto: direção artística - Gonçalo F Santos: fotografia | - Daniel Neves: designer - Elisa Menezes: revisão |

Produção
| - Mallu Magalhães: composição, instrumentação - Marcelo Camelo: produção, gravação, instrumentação - Rodrigo Amarante: engenheiro de gravação, instrumentação - Camila Tavares: produção executiva - Rafael Rossatto: produção executiva - Pedro Gerardo: engenheiro de gravação, mixagem - Gabriel Muzak: gravações adicionais | - Fernando Sanches: engenheiro de gravação - Eric Yoshino: engenheiro de gravação - Thiago Babalu: assistência de gravação - Wiliam Luna Jr.: engenheiro de gravação - Arthur Luna: engenheiro de gravação - Mauro Araújo: engenheiro de gravação - Victor Rice: engenheiro de gravação, instrumentação |

Instrumentação
| - Mallu Magalhães: vocais, violões, guitarra, coros, piano elétrico, sintetizador, vibrafone - Marcelo Camelo: guitarra, baixo, bateria, percussão, arranjos, órgão, vibrafone - Dadi Carvalho: baixo - Rodrigo Amarante: baixo - Alexandre Kassin: baixo - Davi Moraes: guitarra - Sidiel Vieira: baixo - Victor Rice: baixo - Vitor Cabral: bateria - Maurício Takara: bateria - Armando Marçal: percussão - Mario Adnet: arranjos - Everson Neves: trombone - Aquiles Neves: trompete - Eduardo Neves: sax tenor, flauta - Philip Doyle: trompa - MixEsemble: sopros - Marco Tavares: trombone - Pedro Azevedo: trompete | - Lino Guerreiro: sopros, sax tenor - Ricardo Alves: trompa - Adonhiran Reis: spalla, violino - Felipe Prazeres: violino - Gustavo Menezes: violino - Ricardo Silva: violino - Angélica Areias: violino - Fábio Peixoto: violino - Marco Ribeiro: violino - Priscila Rato: violino - Antonella Pareschi: violino - Alceu Reis: violoncelo - Marie Bernard: violoncelo - Marcus Oliveira: violoncelo - Ricardo Silva Gomes: baixo - José Manuel Neto: guitarra portuguesa - Carlos Manuel Proença: viola - Daniel Pinto: viola baixo |

## Recepção

### Desempenho comercial
Assim que disponibilizado, Vem alcançou a segunda posição da iTunes Store brasileira, aonde permaneceu o dia inteiro, atrás somente de Witness, da cantora Katy Perry, lançado no mesmo dia. Em Portugal, o álbum emplacou a quinta posição na plataforma e a 19ª nas tabelas musicais do país, de acordo com a Associação Fonográfica Portuguesa. Faixas como "Você Não Presta", "Pelo Telefone" e "Será Que Um Dia" figuraram no Brazil Viral 50 e no Top 200 do Spotify.

### Crítica profissional
| Críticas profissionais | Críticas profissionais |
| Avaliações da crítica  | Avaliações da crítica  |
| Fonte                  | Avaliação              |
| ---------------------- | ---------------------- |
| O Globo                | Bom                    |
| Mauro Ferreira         | [ 27 ]                 |
| Monkeybuzz             | [ 28 ]                 |
| Público                | [ 29 ]                 |
| Miojo Indie            | 9.0                    |

As críticas publicadas em torno de Vem são predominantemente positivas. Em texto para O Globo, Pedro Só faz elogios aos arranjos sofisticados de Marcelo Camelo e Mário Adnet e o bom gosto na escolha dos timbres, ressaltando a evolução como compositora e o futuro promissor da artista, comparando-a com Marisa Monte, que, aos 24 anos, ainda lançava seu segundo disco, enquanto Magalhães já está no quarto com a mesma idade. Já Mauro Ferreira avaliou a obra em cinco estrelas, sinalizando que o álbum apresenta a safra mais inspirada de composições da carreira de Mallu em seus dez anos de carreira. Ferreira também não poupa elogios aos arranjos, que, segundo o crítico musical, ampliam o poder de sedução do cancioneiro de Vem. Finaliza consagrando o disco como um "clássico instantâneo da música pop brasileira de alcance universal".
O Público, que avaliou o álbum em três estrelas e meia num total de cinco, evidenciou a garantia de um espaço próprio, uma assinatura e uma música bela conquistados por Mallu Magalhães com a obra (considerada feliz pelo jornal diário português), não fugindo de qualquer perigo ou devaneio.
Foi eleito o 4º melhor disco brasileiro de 2017 pela revista Rolling Stone Brasil.

### Desempenho nas tabelas musicais
| Tabela musical (2017)                        | Melhor posição |
| -------------------------------------------- | -------------- |
| Portugal (Associação Fonográfica Portuguesa) | 19             |

### Trilhas sonoras
- A faixa "Casa Pronta" faz parte da trilha sonora da série Malhação: Viva a Diferença (2017), da Rede Globo.

### Prêmios e indicações
| Ano  | Cerimônia                          | Categoria                         | Resultado |
| ---- | ---------------------------------- | --------------------------------- | --------- |
| 2017 | Women’s Music Event Awards by Vevo | Melhor Álbum                      | Indicado  |
| 2017 | Women’s Music Event Awards by Vevo | Melhor Música - "Você Não Presta" | Indicado  |

## VemTour
Dois dias antes do lançamento do clipe "Você Não Presta", em 19 de maio de 2017, Mallu anunciou as primeiras datas da turnê de divulgação do álbum em suas redes sociais.
Mais tarde, em dezembro de 2017, a digressão foi eleita a 2ª melhor do ano pelo jornal Estadão, atrás somente de Caetano Veloso e seus filhos.

### Repertório
O repertório abaixo é constituído do primeiro concerto da turnê na cidade de São Paulo, realizado em 26 de agosto de 2017, não sendo representativo de todas as apresentações.
1. "Pelo Telefone"
2. "Culpa do Amor"
3. "Me Sinto Ótima" (Banda do Mar)
4. "Sambinha Bom"
5. "Casa Pronta"
6. "Culpa" (O Terno)
7. "Seja Como For" (Banda do Mar)
8. "Navegador"
9. "Olha Só, Moreno"
10. "Linha Verde"
11. "Quando Você Olha Pra Ela" (Gal Costa)
12. "Gigi"
13. "São Paulo"
14. "Velha e Louca"
15. "Shine Yellow"
16. "Cena"
17. "Será Que Um Dia"
18. "Mais Ninguém" (Banda do Mar)
19. "Você Não Presta"
20. "Love You"
21. "Vai e Vem"
22. "Muitos Chocolates" (Banda do Mar)

- Durante o primeiro concerto no Rio de Janeiro, em 24 de março de 2018, Magalhães cantou "Janta", sua parceria com o cantor e marido Marcelo Camelo, e a inédita "Pé de Elefante".

### Datas
| Datas                  | Datas                  | Datas         | Datas                                    |
| Data                   | Cidade                 | País          | Local                                    |
| ---------------------- | ---------------------- | ------------- | ---------------------------------------- |
| 10 de junho de 2017    | Vila Real              | Portugal      | Praça do Município                       |
| 13 de junho de 2017    | Porto                  | Portugal      | Mercado do Bom Sucesso                   |
| 12 de agosto de 2017   | Belo Horizonte         | Brasil        | Music Hall                               |
| 19 de agosto de 2017   | Porto Alegre           | Brasil        | Bar Opinião                              |
| 26 de agosto de 2017   | São Paulo              | Brasil        | Tom Brasil                               |
| 7 de outubro de 2017   | Vila Nova de Famalicão | Portugal      | Casa das Artes de Vila Nova de Famalicão |
| 14 de outubro de 2017  | Ovar                   | Portugal      | Centro de Arte de Ovar                   |
| 24 de outubro de 2017  | Lisboa                 | Portugal      | Teatro Tivoli BBVA                       |
| 18 de março de 2018    | Curitiba               | Brasil        | Ópera de Arame                           |
| 23 de março de 2018    | São Paulo              | Brasil        | Autódromo de Interlagos                  |
| 24 de março de 2018    | Rio de Janeiro         | Brasil        | Circo Voador                             |
| 18 de maio de 2018     | Braga                  | Portugal      | Theatro Circo                            |
| 30 de maio de 2018     | Estarreja              | Portugal      | Cine Teatro                              |
| 14 de julho de 2018    | Lisboa                 | Portugal      | Passeio Marítimo de Algés                |
| 20 de julho de 2018    | Funchal                | Portugal      | Parque de Santa Catarina                 |
| 3 de agosto de 2018    | São Paulo              | Brasil        | Tom Brasil                               |
| 9 de agosto de 2018    | Porto Alegre           | Brasil        | Bar Opinião                              |
| 15 de agosto de 2018   | Rio de Janeiro         | Brasil        | Theatro Net Rio                          |
| 18 de agosto de 2018   | Belo Horizonte         | Brasil        | Esplanada do Mineirão                    |
| 20 de outubro de 2018  | Lisboa                 | Portugal      | Coliseu de Lisboa                        |
| 27 de outubro de 2018  | Porto                  | Portugal      | Coliseu do Porto                         |
| 22 de novembro de 2018 | Barcelona              | Espanha       | L’Auditori                               |
| 23 de novembro de 2018 | Madrid                 | Espanha       | Sala Galileo Galilei                     |
| 24 de novembro de 2018 | Brasília               | Brasil        | Centro de Convenções Ulysses Guimarães   |
| 6 de dezembro de 2018  | Amsterdã               | Países Baixos | Melkweg                                  |

### Cancelados
| Cancelados             | Cancelados     | Cancelados | Cancelados                          | Cancelados |
| Datas                  | Cidade         | País       | Local                               | Extra |
| ---------------------- | -------------- | ---------- | ----------------------------------- | --- |
| América do Sul         |                |            |                                     | |
| 4 de agosto de 2017    | Rio de Janeiro | Brasil     | Circo Voador                        | Em um comunicado oficial divulgado nas redes sociais, os shows que aconteceriam no Rio de Janeiro foram cancelados por motivos médicos da cantora. |
| 5 de agosto de 2017    | Rio de Janeiro | Brasil     | Circo Voador                        | Em um comunicado oficial divulgado nas redes sociais, os shows que aconteceriam no Rio de Janeiro foram cancelados por motivos médicos da cantora. |
| 25 de agosto de 2017   | Curitiba       | Brasil     | Centro Cultural Teatro Guaíra       | O show que aconteceria em Curitiba foi cancelado por conta de conflitos na agenda da cantora.                                                      |
| 10 de novembro de 2017 | Vila Velha     | Brasil     | Área de Eventos Shopping Vila Velha | Nenhuma informação divulgada |

## Histórico de lançamento
O lançamento do Vem ocorreu simultaneamente no Brasil e em Portugal, onde Mallu Magalhães gravou o disco e reside atualmente com sua família.
| País                | Data               | Formato(s)       | Gravadora  |
| ------------------- | ------------------ | ---------------- | ---------- |
| Brasil              | 9 de junho de 2017 | CD               | Sony Music |
| Brasil              | 9 de junho de 2017 | download digital | Sony Music |
| Portugal            | 9 de junho de 2017 |                  | Sony Music |
| 16 de junho de 2017 | CD                 |                  | Sony Music |